# São José dos Ausentes
São José dos Ausentes egy község (município) Brazíliában, Rio Grande do Sul állam északi határán, a Gaúcho-hegységben. Területén található a Gaúcho-hegység (és egyben az állam) legmagasabb pontja, az 1403 méteres Pico do Monte Negro hegycsúcs. 2021-ben becsült népessége 3559 fő volt.

## Története
Őslakói guaranik voltak. A 18. század elején itt volt a Baquería de los Pinales telep, ahol spanyol jezsuita misszionárusok szarvasmarhát tenyésztettek. 1764-ben a gyarmati földeket felosztották és elárverezték; a mai São José dos Ausentes helyén 1789-ben jelölték ki a Fazenda Santo Antônio dos Ausentes birtokot. Az „ausentes” (hiányzó, távol levő) toponímia egyesek szerint onnan ered, hogy a környéken kevés ember lakott, és az év nagy részében ők is távol voltak a rossz és hideg idő miatt.
1948-ban a helyet Ausentes néven Bom Jesus (akkori nevén Aparados da Serra) község kerületévé nyilvánították. 1992-ben São José dos Ausentes néven függetlenedett és 1993-ban önálló községgé alakult.

## Leírása
Székhelye São José dos Ausentes, további kerületei Faxinal Preto, São Gonçalo, Silveira, Várzea. Községközpontja 1200 méter magasan van, elhelyezkedése és tengerszint feletti magassága miatt az egyik leghidegebb hely az országban, szinte minden évben van állandó fagy és hó. Gyönyörű tájakkal rendelkezik, mint például az Aparados da Serra kanyonjai, az 1403 méter magas Pico do Monte Negro (az állam és a Gaúcho-hegység legmagasabb pontja), vízesések (Rodrigues, Juvenal, Sete Mulheres), régi kő karámok amelyeket talán még az őslakosok építettek (Mangueirões de Pedra), a Waldemar dos Santos Boeira történelmi múzeum.

## Képek

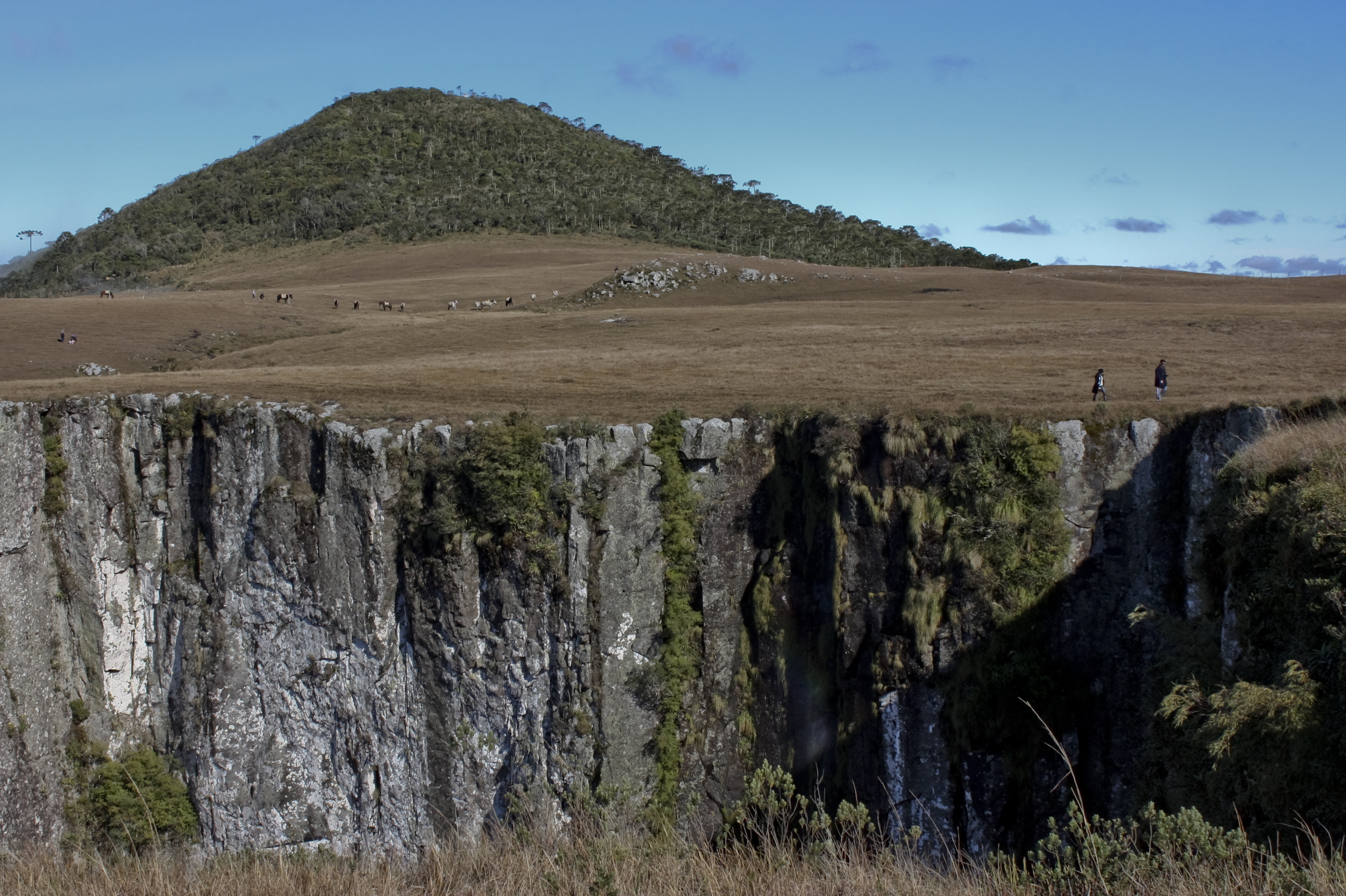
Pico do Monte Negro
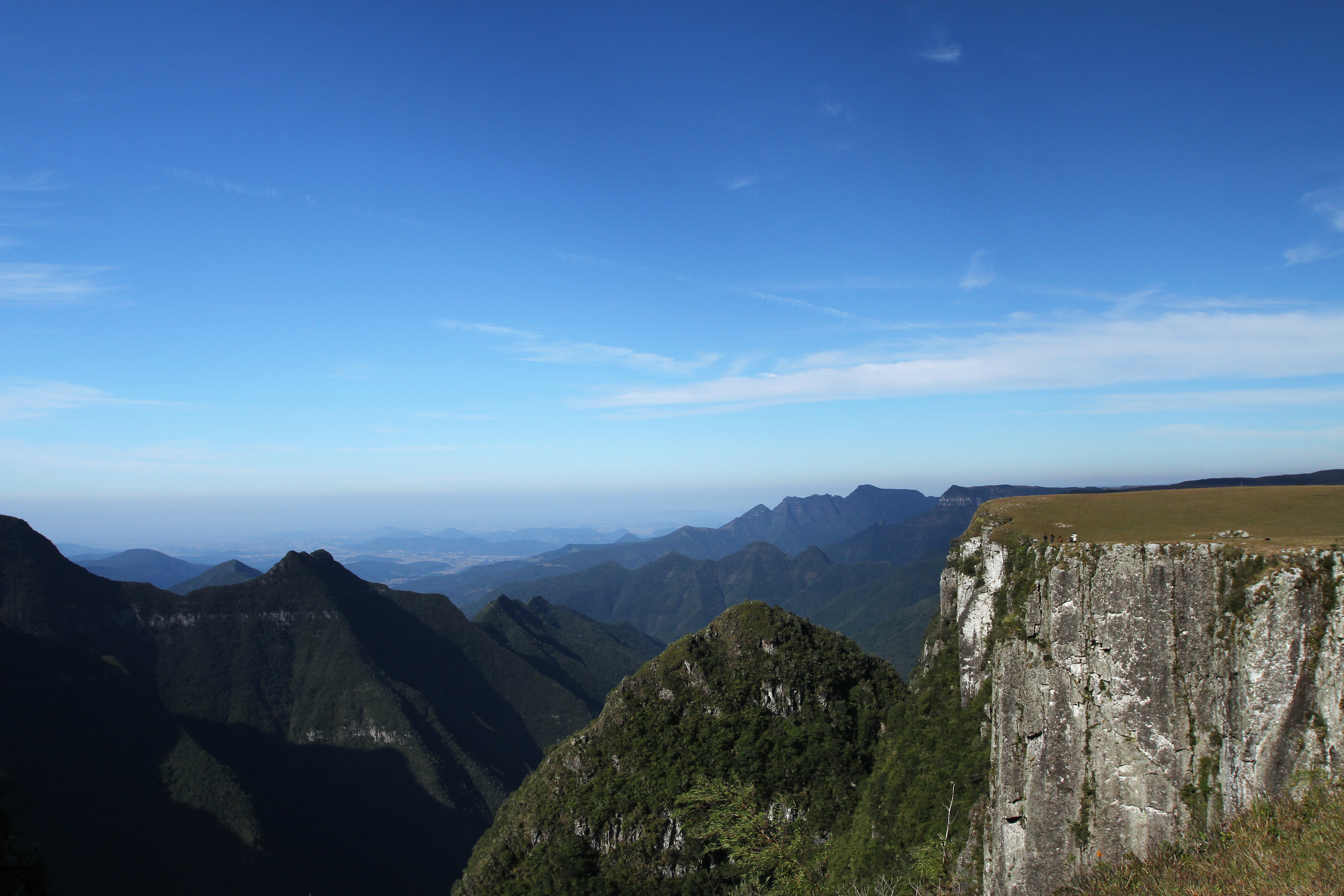
Hegyek és kanyonok
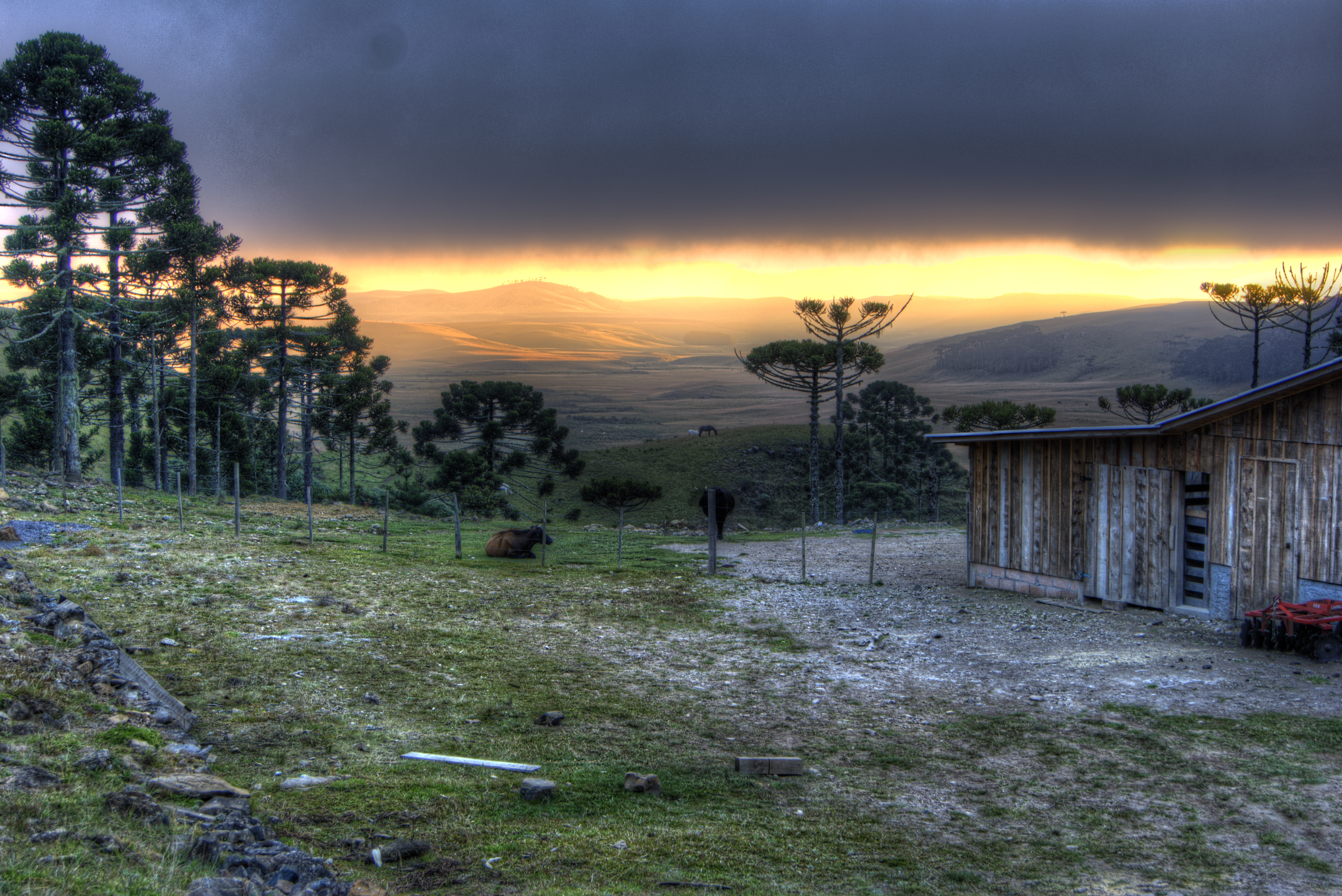
Naplemente
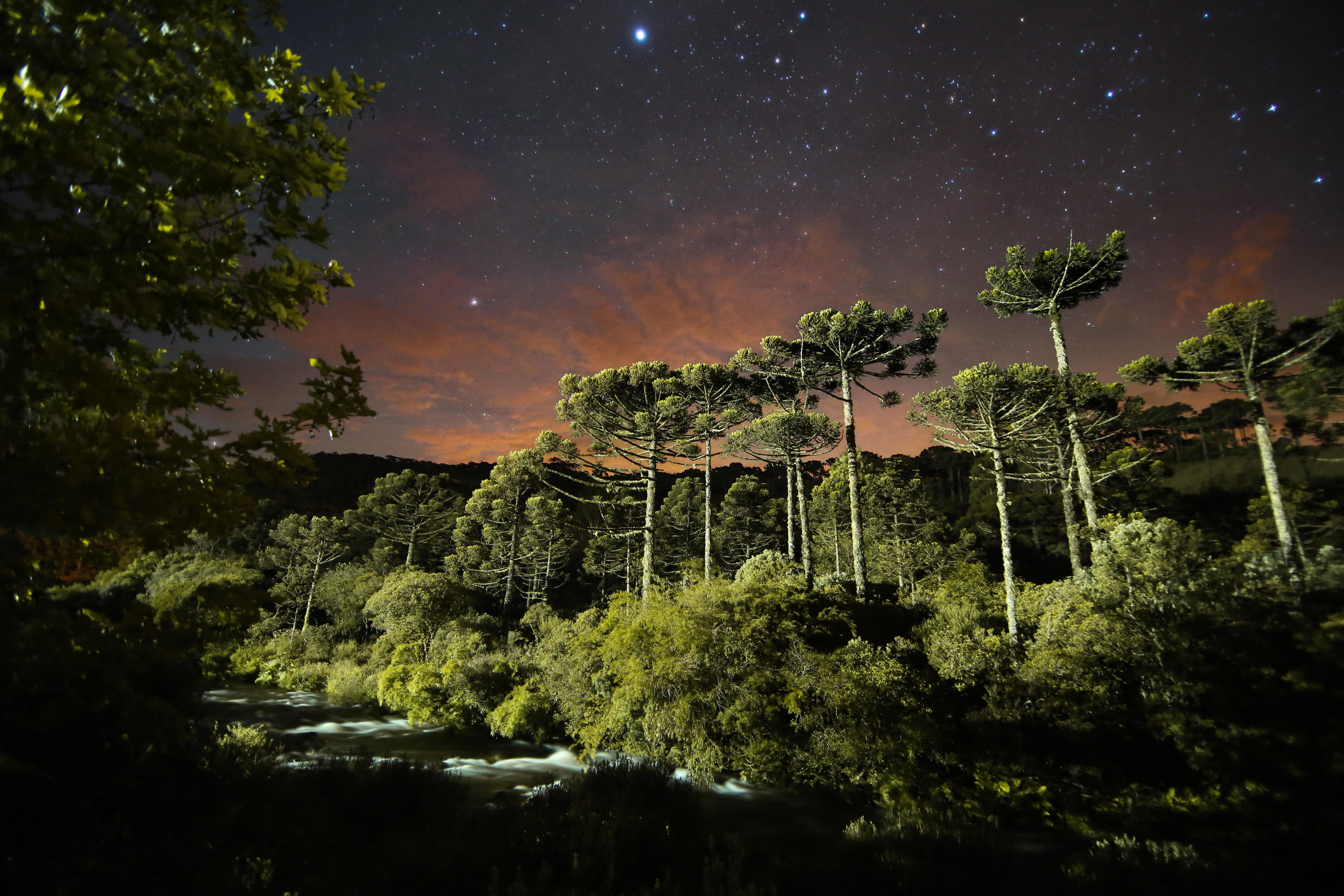
Délfenyők éjjel
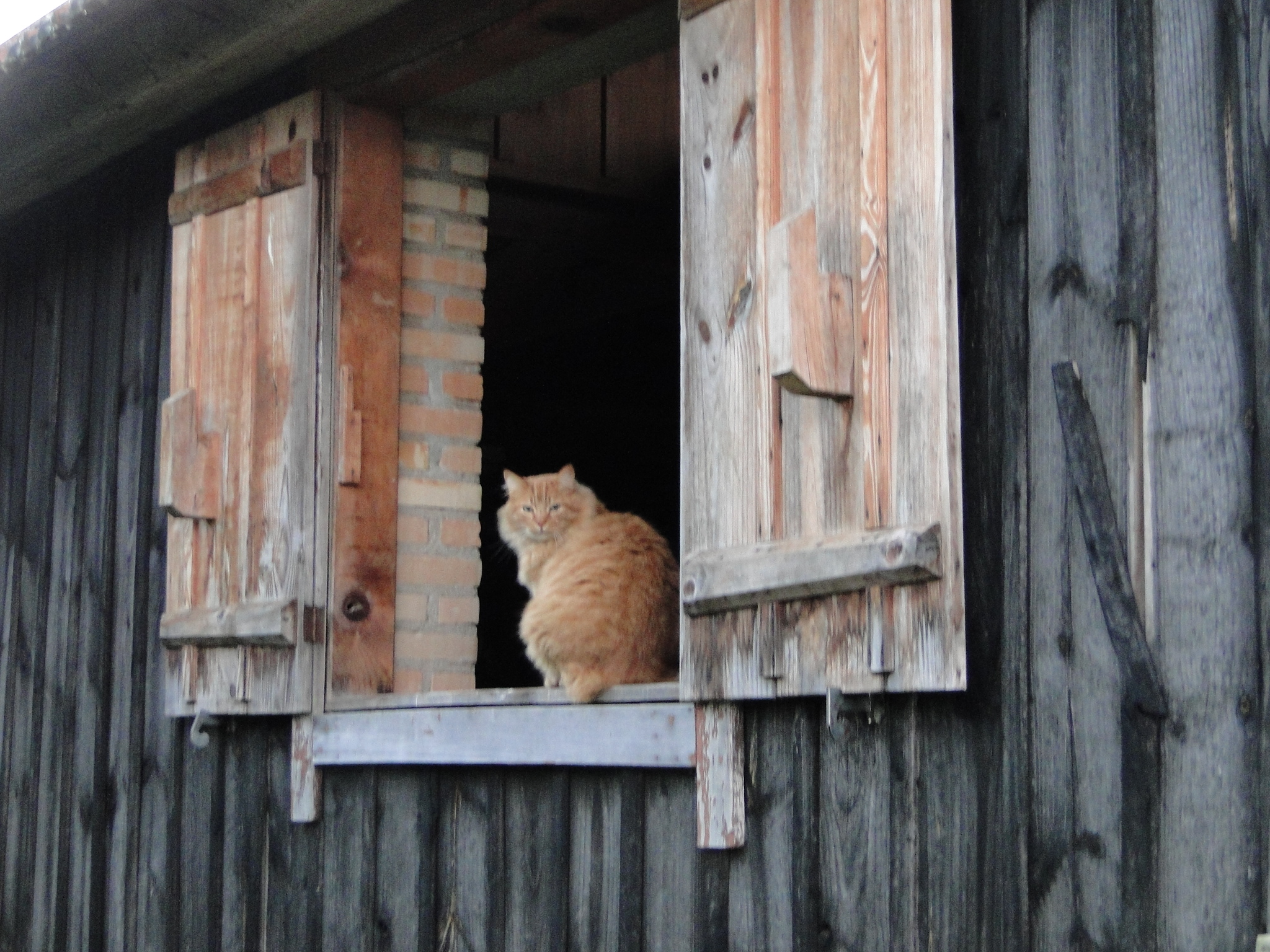
Cica